# Epigonation

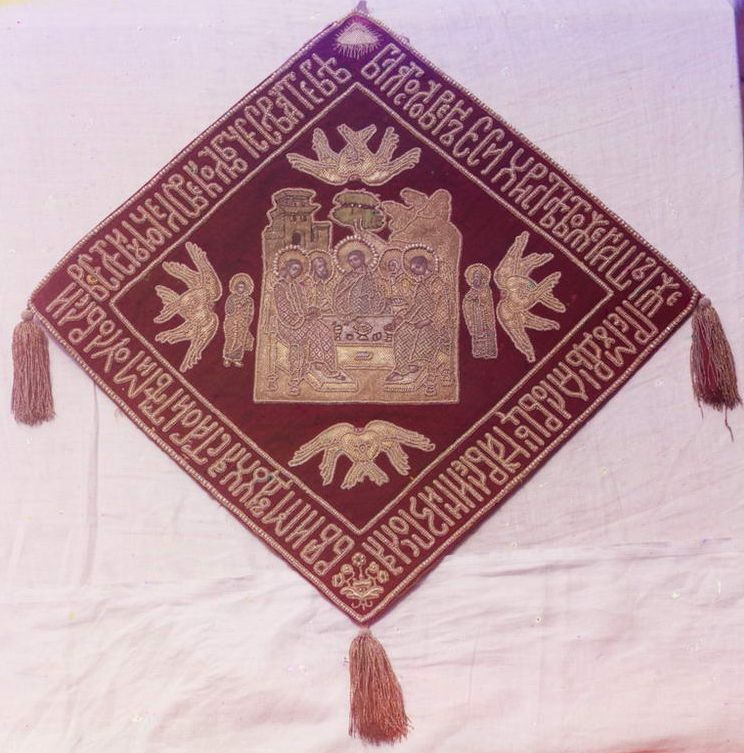
Epigonation z roku 1911

Epigonation (řecky: ἐπιγονάτιον, doslova "přeskoleník"), též meč (rusky: палица, "palice", v překladu kyj), je součást liturgického oděvu pravoslavných a řeckokatolických duchovních. Jedná se o liturgické vyznamenání, udělované kněžím a automatickou součást liturgického oděvu biskupů.

## Užití
Původ epigonationu lze dosledovat do Byzance, kde vysoce postavení dvořané měli právo nosit meč. Toto liturgické vyznamenání později proniklo do církve a začalo být užíváno biskupy, popřípadě těmi kněžími, kterým je jejich biskup udělil. Nejednalo se o meč jako takový, avšak o epigonation v podobě v jaké se užívá i ve 21. století. Symbolika je hlavně pro samotného nositele, který si smysl této součásti svého liturgického oděvu má uvědomovat již při oblékání, kdy se modlí:
| „                    | Připaš svůj meč na své stehno, bohatýre, ve své půvabnosti a kráse své; a namáhaj se a měj se dobře a kraluj ve jménu pravdy, mírnosti a spravedlnosti; a tvá pravice tě povede podivuhodně. Nyní a vždycky a na věky věků. Amen | “ |
| — srov. Žalm 44 (45) | |   |

## Galerie

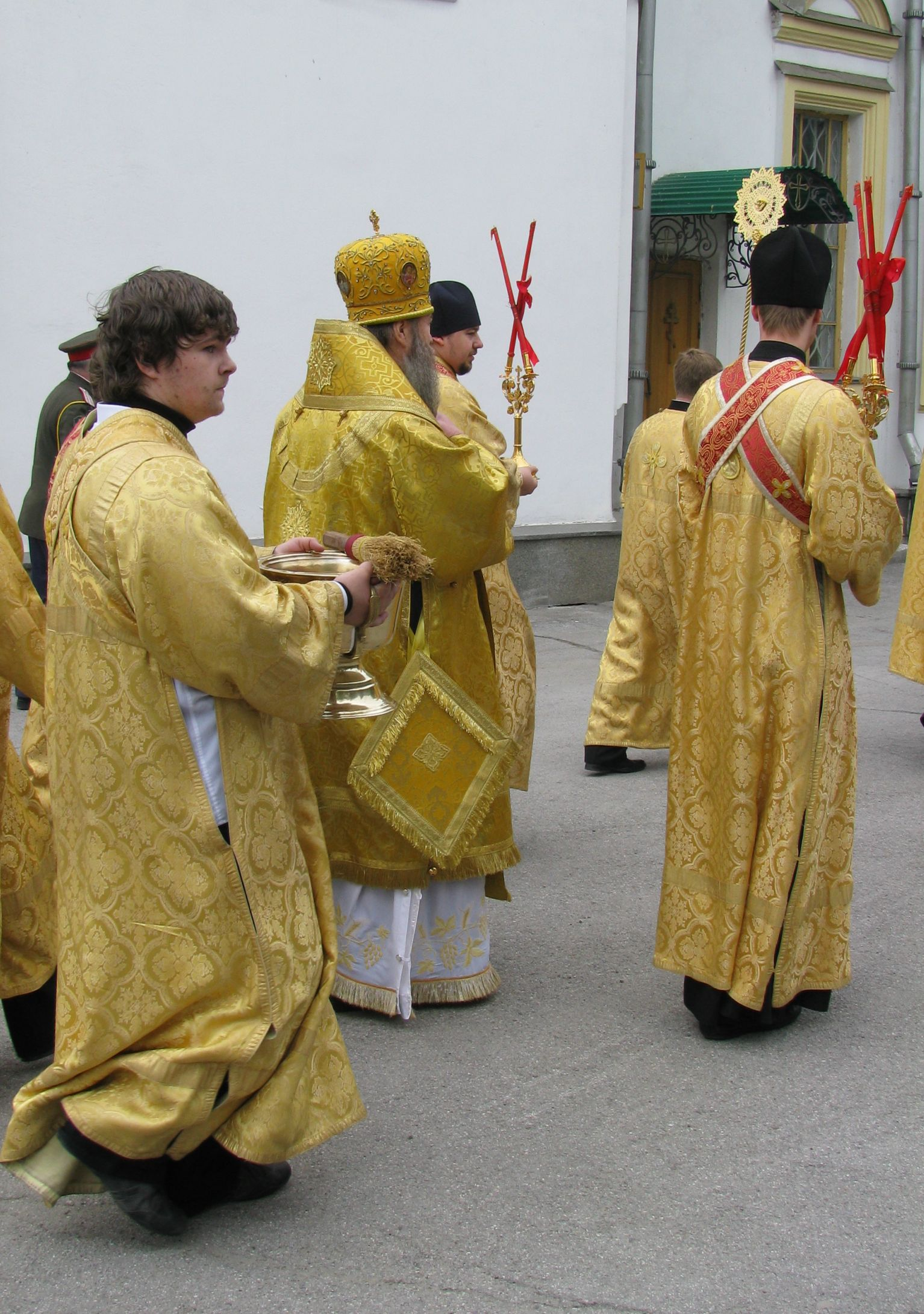
Pravoslavný arcibiskup s epigonationem (Novosibirsk)
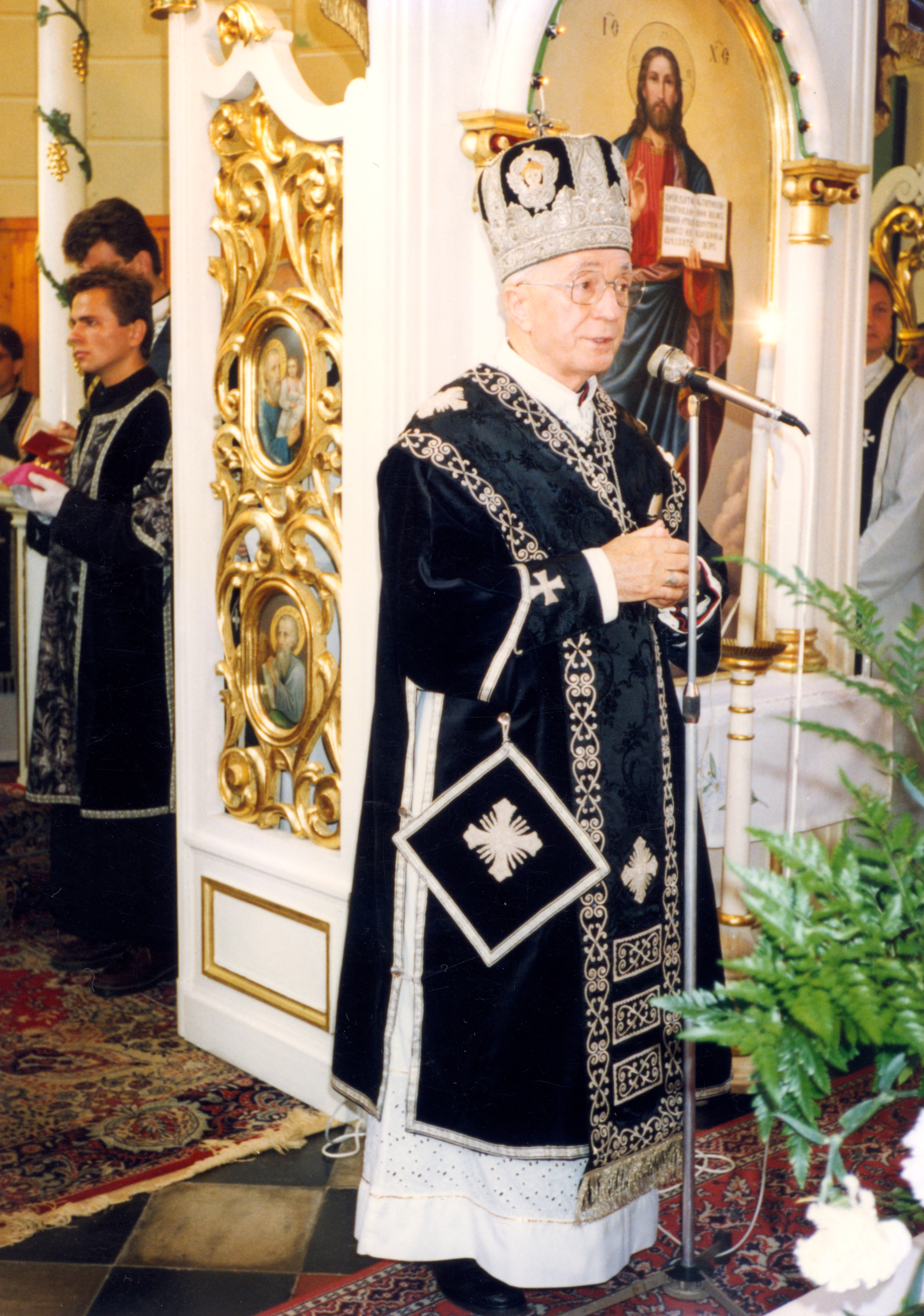
Řeckokatolický biskup s epigonationem během panychidy (Prešov)
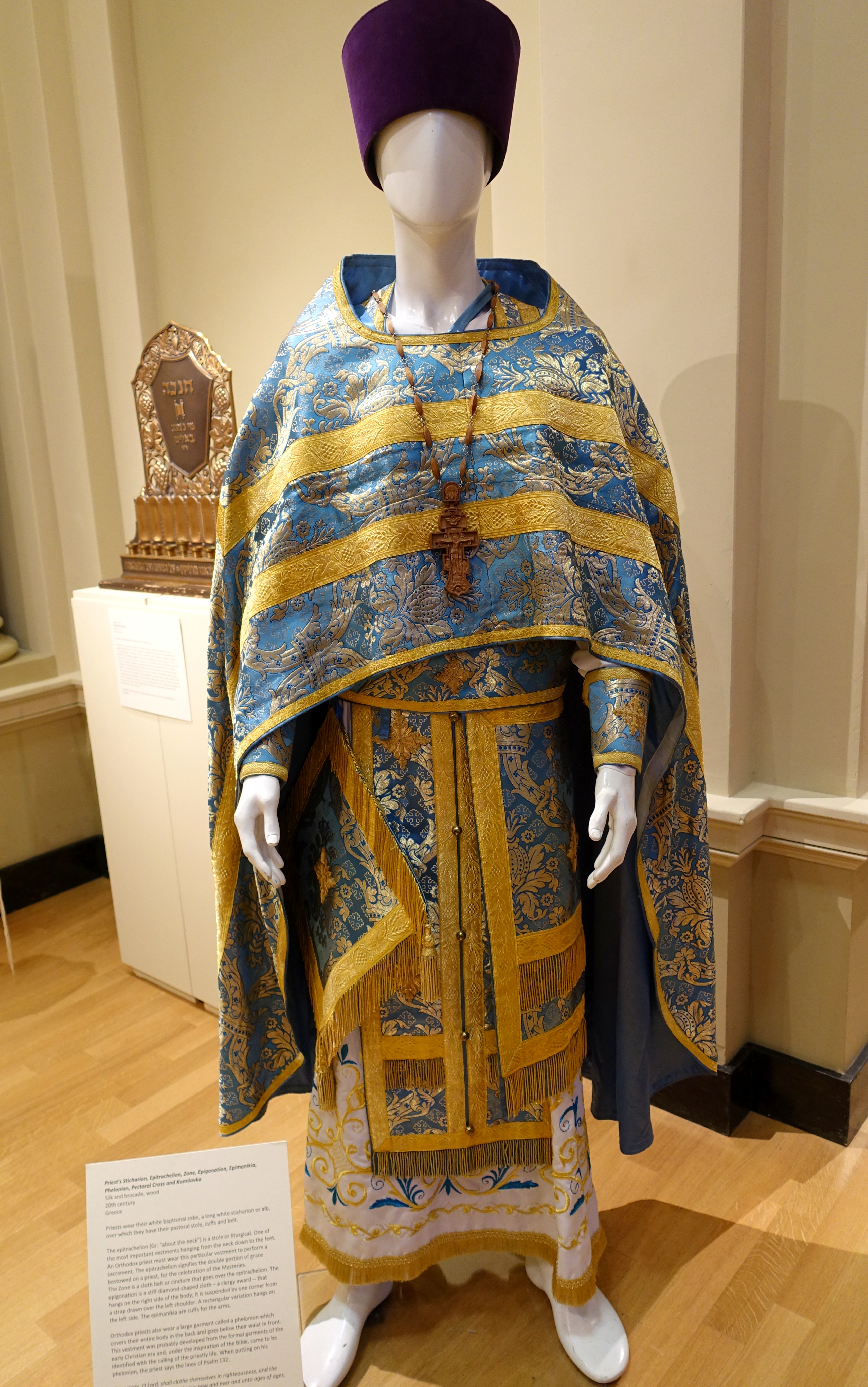
Liturgický oděv pravoslavného kněze, je vidět epitrachil, kamilávka, epigonation a další